# Le justicier braque la mafia
Série
Tel père... tel flic ! (1995) Le justicier reprend les armes (1999)
Pour plus de détails, voir Fiche technique et Distribution.
Le justicier braque la mafia (Family of Cops 2) est un téléfilm américain réalisé par David Greene, diffusé la première fois en 1997. Le téléfilm générera deux suites : Tel père... tel flic ! (Family of Cops 1) et Le justicier reprend les armes (Family of Cops 3).

## Distribution
- Charles Bronson (VF : Jacques Richard) : Paul Fein
- Angela Featherstone : Jackie Fein
- Sebastian Spence : Eddie Fein

## Saga
Le Justicier braque la Mafia est le 2ème opus de la saga entre Tel père... tel flic ! et Le justicier reprend les armes.